# چاریتی روبن
چاریتی روبن (انگلیسی: Charity Reuben؛ زادهٔ ۲۵ دسامبر ۲۰۰۰) بازیکن فوتبال اهل نیجریه است.
وی همچنین در تیم ملی فوتبال Nigeria U20 بازی کرده‌است.